# Économie de la Guinée équatoriale
L'économie de la Guinée équatoriale, autrefois tributaire des commodités comme le cacao et le café, est aujourd'hui caractérisée par une forte rente pétrolière, le pays étant le sixième producteur d'or noir d'Afrique subsaharienne.
La mise en service des gisements d'hydrocarbures offshore de Zafiro et d'Alba en 1996 (auxquels s'est ajouté celui de Ceiba en 2000) a entraîné une phase d'expansion économique permettant au PIB équato-guinéen d'augmenter en moyenne de 45 % chaque année jusqu'à la crise économique mondiale de 2008. Cependant, cette dernière n'a profité qu'à une petite élite et pas à l'écrasante majorité de la population (76,8 % de celle-ci vivant sous le seuil de pauvreté national en 2006), le pays étant le plus inégalitaire au monde avec un coefficient de Gini de 65.
De plus, la baisse du prix du pétrole entre 2014 et 2016 a entraîné une importante récession de l'économie de la Guinée équatoriale dont le PIB a presque été divisé par deux durant cette période.

## Description
Le gouvernement a ordonné en 2005 un plafonnement de la production de pétrole à 350 000 barils par jour. Le PIB par habitant du pays varie selon les sources mais compte parmi les plus élevés du continent.
Toutefois ce miracle économique reste très théorique pour la majorité de la population, qui a jusqu'ici fort peu profité de la manne pétrolière, voire a souffert de l'inflation provoquée par cet afflux de devises. La santé publique, l'éducation et les infrastructures ont relativement peu progressé comparativement au bond énorme du PIB par habitant. Le gouvernement est accusé par l'opposition de s'être emparé d'une partie des revenus pétroliers.
En dehors du secteur pétrolier, la majorité de la population vit de l'agriculture ou de la pêche vivrière, mais on trouve aussi des plantations et des exploitations forestières destinées à l'export.
Les principaux produits exportés sont donc le pétrole brut (90 % des recettes d'exportation), le méthanol (produit à partir du gaz naturel d'Alba dans une usine sur l'île de Bioko), et quelques produits forestiers (bois exotiques) et agricoles (notamment le cacao). Le gaz naturel liquéfié s'y ajoutera dans quelques années.
L'estimation 2009 du PIB par habitant place la Guinée équatoriale parmi les pays relativement riches. En 2021 l'indice de développement humain (IDH) le classe en 145e position sur 191 pays.
Le pétrole constitue la base de l'économie équato guinéenne.
Selon le rapport de 2016 des Nations unies sur le développement humain, la Guinée équatoriale avait un produit intérieur brut par habitant de 21 517 dollars, l'un des plus hauts niveaux de richesse en Afrique. Cependant, c'est l'un des pays les plus inégaux du monde selon l'indice de Gini et 70 % des habitants vivent avec un dollar par jour. Le pays est également régulièrement cité par les ONG comme étant particulièrement miné par la corruption, ses élites préférant investir dans des hôtels particuliers luxueux en Europe.

## Histoire

### Avant l'exploitation du pétrole

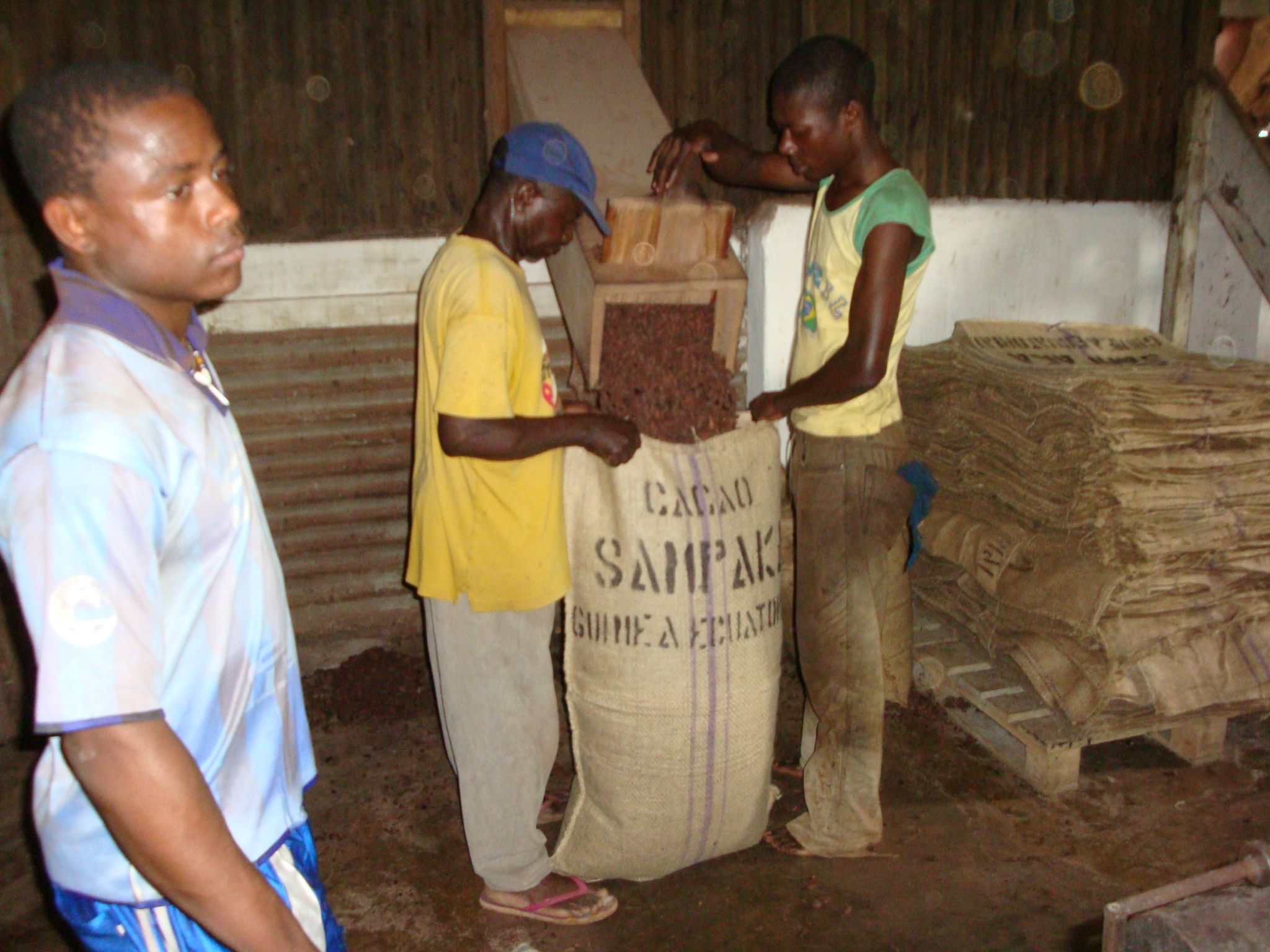
Ensachage du cacao.

En 1959, la Guinée équatoriale, alors colonie espagnole, a le revenu par habitant le plus élevé d'Afrique, ses principales recettes provenant de l'exportation du cacao. Elle fonde sa première monnaie en 1969, la peseta guinéenne, arrimée sur la peseta espagnole. En 1975, elle est remplacée par l'ekwele. Le pays intègre la zone franc au 1er janvier 1985 et adopte le franc CFA (CEMAC) comme monnaie. C'est alors le premier pays non-francophone à le faire.
Après l'indépendance en 1968, le pays a subi le joug d'une dictature répressive de 11 ans, qui a dévasté l'économie. Le secteur agricole, qui était historiquement connu pour son cacao de qualité supérieure, ne s'en est jamais remis. En 1969, la Guinée équatoriale produit 36 000 tonnes de cacao contre 4 800 en 2000. De même, la production de café a chuté brusquement pendant cette période pour rebondir ensuite. Le bois est la principale source de devises après le pétrole, et représentait environ 12,4 % des recettes totales d'exportation en 1996-99. La production de bois a augmenté régulièrement au cours des années 1990, les exportations étant dirigées vers l'Asie, surtout la Chine. La plupart de la production (principalement l'Okoumé) va à l'exportation, et seulement 3 % sont transformés localement. Les écologistes craignent que l'exploitation à ce niveau soit insoutenable et dénoncent les dommages permanents déjà infligés à des réserves forestières sur Bioko.
Durant les années 1990, la Guinée équatoriale a largement ouvert son économie et favorisé les investissements étrangers, en accord avec la Banque mondiale. Le secteur public s'est allégé. Cependant, ses réformes voient leur portée limitée par une application « sélective » de la législation et une forte corruption. Il y a peu d'industrie dans le pays, et le marché local pour les produits industriels est faible. Depuis 1999, de grands groupes étrangers (Total, Mobil) sont présents dans le pays (distribution), et Orange exploite un service de téléphonie cellulaire en coopération avec une entreprise d'État. Le gouvernement est soucieux de l'investissement et le président Obiang a visité les États-Unis à trois reprises entre 1999 et 2001 afin d'encourager les échanges économiques.

### L'exploitation du pétrole

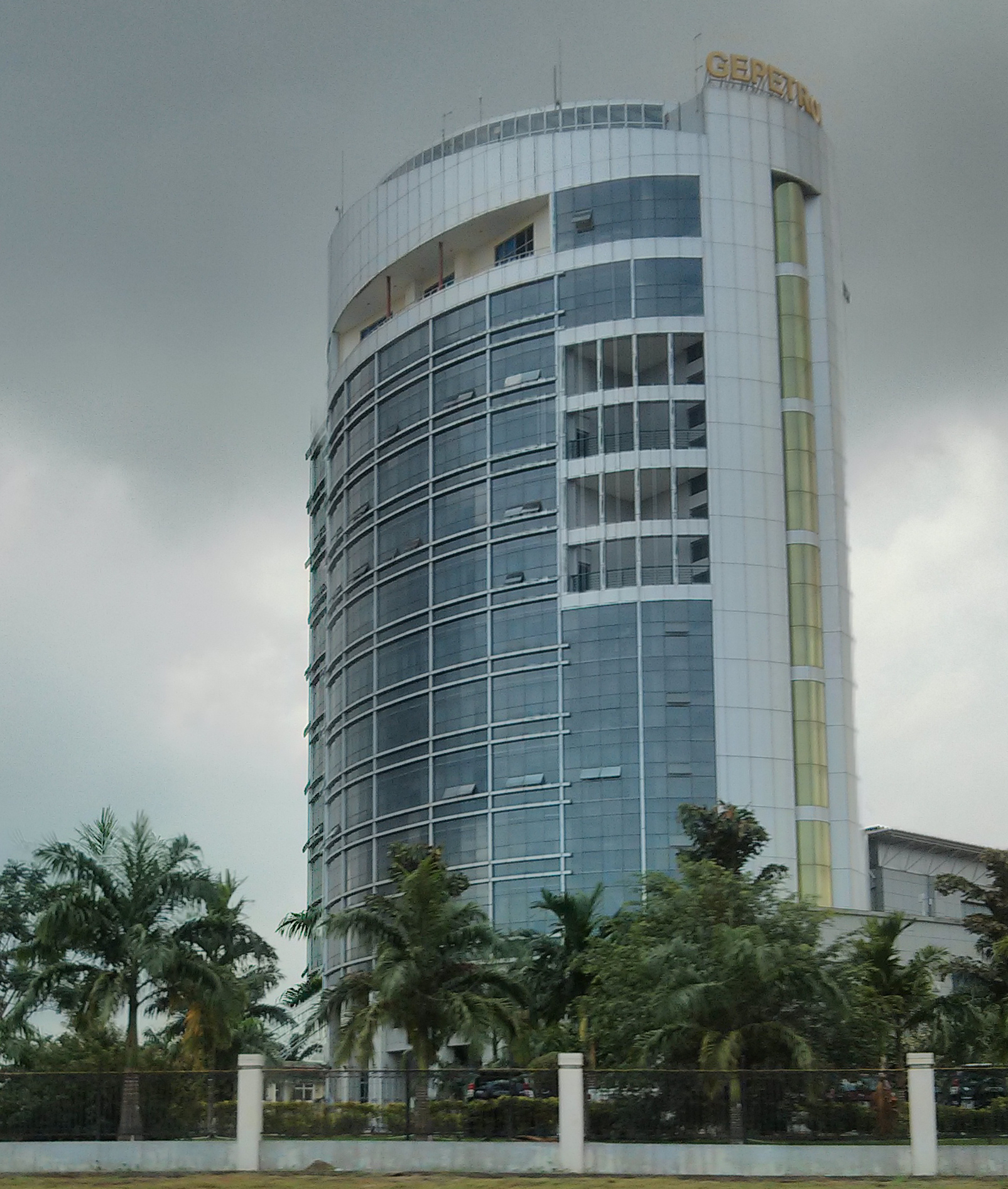
Siège social de GEPetrol à Malabo

De grandes réserves de pétrole sont découvertes en 1996. Cela induit de très fortes augmentations de recettes publiques. En 2004, la Guinée équatoriale produit 360 000 barils par jour. Cette année, en juillet, une enquête menée par le Sénat des États-Unis révèle qu'une banque américaine (Riggs Bank) reçoit la plupart des revenus du pétrole. Selon ce rapport, au moins 35 millions de dollars ont été détournés par Teodoro Obiang Nguema Mbasogo, sa famille et de hauts responsables de son régime. Le président a démenti toute malversation.
Ainsi les exportations de pétrole et de gaz ont fortement augmenté (en 2003 la Guinée équatoriale était classée au troisième rang des producteurs d'Afrique sub-saharienne derrière le Nigeria et l'Angola) et devraient stimuler l'économie pour les années à venir. Le PIB a augmenté de 105,2 % en 1997, et la croissance réelle du PIB a atteint 23 % en 1999 et les premières estimations suggère une croissance d'environ 15 % en 2001, selon le FMI (prévisions pour 2001). La production de pétrole augmente, passant de 81 000 à 210 000 barils par jour (13 000 à 33 000 m3 par jour) entre 1998 et début 2001, 360 000 barils par jour en 2004. En 2012, le premier ministre Vicente Ehate Tomi annonce que la production est de 520 000 barils par jour.
Les importations en Guinée équatoriale sont aussi une croissance très rapide, mais il s'agit principalement de biens d'équipement à destination du secteur pétrolier. Le service de la dette est devenu résiduel.
Si la Guinée équatoriale des années 1980 et 1990 recevait beaucoup d'aide étrangère avec de nombreux donateurs bilatéraux et multilatéraux, (pays européens, États-Unis, Banque mondiale), ces programmes ont pratiquement cessé. Certains pays continuent de fournir des aides « de projet » : Espagne, France, Chine, Cuba. L'aide était accordée (sauf pour la Chine) en contrepartie de promesses d'efforts en matière de gouvernance.

## Infrastructure
Par ailleurs, la manne pétrolière a permis au nouveau gouvernement d'améliorer la discipline fiscale, la transparence et la publication sincère des comptes. L'infrastructure est généralement neuve et en bon état. En outre, la Banque africaine de développement contribue à améliorer les routes pavées de Malabo à Luba et Riaba, les Chinois ont entrepris un projet visant à relier Mongomo à Bata, sur le continent, et l'Union européenne finance un réseau routier inter-États reliant la Guinée équatoriale au Cameroun et au Gabon. L'électricité est disponible dans les grandes villes, mais les coupures de courant sont régulières. L'eau courante est disponible uniquement dans les grandes villes, mais de mauvaise qualité. Certains villages et les zones rurales sont équipés de générateurs et pompes à eau, généralement détenues par des particuliers.
La Guinée équatoriale possède deux ports maritimes : les ports de Malabo et Bata. Ces ports sont surchargés et mal équipés. Une société britannique, INCAT, a un projet en cours avec le gouvernement pour rénover et agrandir Luba, troisième port en importance du pays, qui est situé sur l'île de Bioko. Le gouvernement espère promouvoir Luba en une plaque tournante du transport pour le pétrole et le gaz des entreprises opérant dans le golfe de Guinée. Luba est situé à environ 50 kilomètres de Malabo. Il y a deux liaisons aériennes et maritimes entre les deux villes de Malabo et Bata. Quelques avions vieillissants de construction soviétique, exploités par plusieurs petits transporteurs, soit appartenant à l'État, soit privés, constituent la flotte d'aéronefs nationaux. La piste de Malabo (3 200 m) est équipée de feux et permet l'atterrissage et le décollage d'avions de type DC-10 et C-130. La piste de Bata (2 400 m) ne fonctionne pas la nuit, mais peut accueillir de gros porteurs de type Boeing 737 ou Airbus A320.